# Polnische Schule der Plakatkunst
Die Polnische Schule der Plakatkunst (polnisch polska szkoła plakatu) ist eine Bezeichnung einer Gruppe polnischer Plakatkünstler, die sich in den 1950er und 1960er Jahren eines guten internationalen Rufes erfreuten. 
Im Jahre 1948 wurde der Grafiker und Maler Henryk Tomaszewski mit fünf ersten Preisen auf der Internationalen Plakatausstellung in Wien ausgezeichnet. Der Autodidakt Tadeusz Trepkowski zeigte in den ersten Nachkriegsjahren eine Reihe von Plakaten, die sich durch eine extreme Knappheit verwendeter Ausdrucksmittel auszeichneten. Der junge Architekt Jan Lenica debütierte mit eigenartigen Plakaten. Auch andere polnische Grafiker, wie Roman Cieślewicz, Walerian Borowczyk, Franciszek Starowieyski und Waldemar Świerzy zeigten auf internationalen Wettbewerben interessante Werke. 
Bald entstand daraus die Polnische Schule der Plakatkunst, die für Jahrzehnte das hohe Niveau dieser Kunst in Polen bestimmte. Die Künstler erfreuten sich einer gewissen Narrenfreiheit, wurden nicht gezwungen, die allgemein gültigen Regeln des Sozialistischen Realismus zu befolgen. 
1968 wurde das Plakatmuseum in Wilanów als Zweigstelle des Nationalmuseums Warschau eröffnet. Die polnischen Meister der Plakatkunst bekamen einen Treffpunkt. In allen geraden Jahren wird seit 1994 vom Museum ein internationaler Wettbewerb – das Internationale Biennale des Plakates – unter der Schirmherrschaft des International Council of Graphic Design Association (Icograda) veranstaltet.
Die 1989er Wende brachte neue Probleme. Die Werbeagenturen hielten die schrillen Plakate nach dem USA-Geschmack wirksamer als die raffinierten, auf Gedankenverbindungen beruhenden Werke der polnischen Schule. Nur noch die Theaterplakate behielten ihr bisheriges Niveau. Trotzdem sind die polnischen Künstler weiterhin weltweit aktiv und auf vielen Wettbewerben und Ausstellungen anwesend.

## „Polnische Plakatkunst“
Der polnische Filmregisseur Robert Laus schuf in den Jahren 2008 und 2009 nach eigenem Drehbuch eine Serie Kurzfilme, den einzelnen Künstlern der polnischen Plakatschule gewidmet, u. a. Waldemar Świerzy, Wojciech Fangor, Franciszek Starowieyski, Rosław Szaybo, Maciej Hibner und Mieczysław Wasilewski.